# Lago Spitzing
El lago Spitzing (en alemán: Spitzingsee) es un lago situado en la región administrativa de Alta Baviera, en el estado de Baviera (Alemania), a una elevación de 1084 metros; tiene un área de 28 hectáreas. 
Se encuentra sobre la ladera norte de los Alpes.